# Fulven
Fulven (někdy pentafulven) je cyklický konjugovaný uhlovodík se vzorcem (CH=CH)2C=CH2. Samotný fulven se vyskytuje vzácně, je ale známo mnoho jeho derivátů, využívaných v organokovové chemii jako ligandy a prekurzory ligandů.
Fulven je izomerem benzenu, ze kterého se po ozáření ultrafialovým zářením o vlnové délce 237 až 254 nm v malých množstvích, společně s benzvalenem, vytváří.